# Krystyna Pyszková
Krystyna Pyszková (Třinec, 19 gennaio 1999) è una modella ceca, vincitrice del concorso Miss Mondo 2023.

## Biografia
Pysková ha studiato giurisprudenza alla Università Carolina di Praga e management al Management Center Innsbruck a Innsbruck, in Austria.

## Concorsi di bellezza
Il 7 maggio 2022 Pyszková ha partecipato al concorso Miss Repubblica Ceca 2022, dove ha vinto il titolo di Miss Mondo Repubblica Ceca 2022 succedendo a Karolína Kopíncová. Il 9 marzo 2024 ha rappresentato il suo paese al concorso Miss Mondo 2023 al Jio World Convention Center di Mumbai in India, dove ha vinto il titolo che apparteneva in precedenza a Karolina Bielawska (Polonia).   Pyszková è la seconda vincitrice di Miss Mondo proveniente dalla Repubblica Ceca.